# Margherita Rinaldi
Margherita Rinaldi (Torí, Itàlia, 12 de gener de 1935 - Impruneta, 7 de setembre de 2023) fou una soprano lírica italiana, activa principalment en les dècades del 1960 i 1970.

## Biografia
Rinaldi va completar els seus estudis de música en Rovigo, una població de la regió del Vèneto. Va guanyar un concurs de veu en Spoleto i va fer el seu debut en aquesta ciutat en 1958 en el paper principal de Lucia di Lammermoor de Gaetano Donizetti. El seu debut a La Scala de Milà va tenir lloc l'any següent com a Amaltea/Sinaide en Mosè in Egitto de Rossini. Rinaldi va cantar als teatres d'òpera més importants d'Itàlia, en papers com ara Amina en La sonnambula de Vincenzo Bellini, Adina en L'elisir d'amore de Donizetti, Norina en Don Pasquale de Donizetti i especialment Gilda de Rigoletto de Verdi. Va tenir molt èxit també en òperes de Mozart i Cimarosa.
Rinaldi va ser aclamada fent el paper de Giulietta en la versió de Claudio Abbado de I Capuleti e i Montecchi de Bellini, que va cantar amb Jaume Aragall i Luciano Pavarotti a La Scala en 1966, i també fent el paper de Linda en una reestrena de Linda di Chamounix de Donizetti també a La Scala, en 1972, amb el tenor Alfredo Kraus. Va cantar una ampla varietat de papers per a la RAI entre 1963 i 1975, com Bertha en Le Prophète de Meyerbeer, Cleopatra en Giulio Cesare de Haendel, Ginevra en Ariodante de Haendel i Noraime en Les Abencérages de Cherubini.
En 1977 va tenir un gran èxit fent al Teatro dell'Opera di Roma el paper d'Amenaide en Tancredi de Rossini, al costat de Marilyn Horne. La representació va ser retransmesa per televisió per la RAI. En 1978, va aparèixer fent el paper d'Adalgisa en una producció de la Norma de Bellini, al Teatro Comunale de Florència. Conduïda per Riccardo Muti i amb Renata Scotto en el paper principal, aquesta representació va oferir al públic de Florència la rara possibilitat d'escoltar una soprano lírica fent el paper del personatge més jove i vulnerable, Adalgisa, un tipus de veu fidel a la intenció del compositor. En novembre del mateix any, Rinaldi va cantar Ines en L'Africaine de Meyerbeer al Royal Opera House Covent Garden de Londres, amb Plácido Domingo i Grace Bumbry.
Rinaldi ha gaudit d'una carrera internacional reeixida, fent el seu debut als Estats Units d'Amèrica a l'Òpera de Dallas fent el paper de Gilda de Rigoletto en 1966. El seu debut a l'Òpera de San Francisco, fent Lucia di Lammermoor, va tenir lloc en 1968. Als EUA va cantar també a l'Òpera Lírica de Chicago. Rinaldi ha actuat també als Festivals de Glyndebourne, Wexford i Bregenz.
Rinaldi ha realitzat només dos enregistraments comercials, Gilda en Rigoletto amb Rolando Panerai i Franco Bonisolli, un enregistrament que és també la banda sonora d'una producció televisiva alemanya, i Ilia en Idomeneo amb Sir Colin Davis com a director. Afortunadament, els enregistraments "pirates" han preservat moltes de les seves actuacions en directe: al Spoleto la Lucia di Lammermoor, a La Scala el I Capuleti e i Montecchi i Linda di Chamounix, de la RAI Le Prophète, un Rigoletto de Torí de 1967, i la Norma de Florència de 1978.
Al Gran Teatre del Liceu de Barcelona va cantar diverses vegades: en novembre de 1967 El barber de Sevilla (debut al teatre barcelonés) i Lucia di Lammermoor, i en novembre de 1968 Rigoletto.
Margherita Rinaldi va ser també una excel·lent intèrpret de música sagrada: va cantar a La Scala la Petite messe solennelle de Rossini o per televisió per a la RAI Vesperae solennes de confessore de Mozart. Va participar en el primer enregistrament de la Messa di gloria de Rossini (1974).
Margherita Rinaldi es va retirar dels escenaris en 1981. Viu a prop de Florència, on prepara joves cantants.

## Discografia
- Lucia di Lammermoor, amb Enzo Tei, Giovanni Pica, S.Ballant, Vito Tatone, dir. Alberto Paoletti - Orpheus/Guilde 1958
- La scala di seta, amb Graziella Sciutti, Fernando Jacopucci, Boris Carmeli, dir. Franco Ferrara RCA 1962
- Don Pasquale, amb Italo Tajo, Giuseppe Baratti, Rolando Panerai, dir. Massimo Pradella - en directe RAI-Milà 1963 ed. Opera Lovers
- I Capuleti e i Montecchi, amb Jaume Aragall, Luciano Pavarotti, Mario Petri, Walter Monachesi, dir. Claudio Abbado - en directe Amsterdam 1966 ed. Melodram/Rodolphe
- Rigoletto, amb Piero Cappuccilli, Luciano Pavarotti, Nicola Zaccaria, Adriana Lazzarini, dir. Mario Rossi - en directe RAI-Torí 1967 ed. Frequenz
- Idomeneo, amb George Shirley, Ryland Davies, Pauline Tinsley, dir. Colin Davis - Philips 1968
- I puritani, amb Alfredo Kraus, Piero Cappuccilli, Paolo Washington, dir. Aldo Ceccato - en directe Chicago 1969 ed. Lyric Distribution
- Rigoletto (DVD), amb Rolando Panerai, Franco Bonisolli, Bengt Rundgren, Viorica Cortez, dir. Francesco Molinari Pradelli - Acanta 1969
- Il profeta, amb Nicolai Gedda, Marilyn Horne, Jules Bastin, Jerome Hines, dir. Henry Lewis - en directe RAI-Torí 1970 ed. Myto
- Linda di Chamounix, amb Alfredo Kraus, Renato Bruson, Elena Zilio, Carlo Cava, Enzo Dara, dir. Gianandrea Gavazzeni - en directe La Scala 1972 ed. Foyer/Opera D'Oro
- Occasione fa il ladro, amb Stefania Malagu, Carlo Gaifa, Enrico Fissore, dir. Vittorio Gui- Torí 1973 Opera d'oro.
- Caterina Cornaro, amb Ottavio Garaventa, Licinio Montefusco, dir. Elio Boncompagni - en directe RAI-Torí 1974 ed. Bongiovanni
- Tancredi (vídeo RAI), amb Marilyn Horne, Renzo Casellato, Nicola Zaccaria, Clara Foti, Bianca Maria Casoni, dir. Gabriele Ferro - en directe Roma 1977
- Norma, amb Renata Scotto, Ermanno Mauro, Agostino Ferrin, dir. Riccardo Muti - en directe Florència 1978 ed. Myto/Legato Classics
- L'Africana, amb Plácido Domingo, Richard Van Allan, Grace Bumbry, dir. Peter Maag - en directe Londres 1978 ed. Lyric Distribution
- Otello (Rossini) DVD, amb Langridge, Brewer, Ferrin, Condò, Di Cesare, dir. Siciliani - en directe Palerm 1980 ed. House of Opera
- La buona figliuola, amb Emilia Ravaglia, Lucia Aliberti, Renata Baldisseri, Ugo Benelli, dir. Gianluigi Gelmetti Cetra 1981